# Rainmaker (singel Emmelie de Forest)
Rainmaker – singel Emmelie de Forest, wydany 21 lutego 2014. Utwór napisali i skomponowali: Frederik Sonefors, Jacob Schack Glæsner i Emmelie de Forest. Piosenka była oficjalnym hymnem Konkursu Piosenki Eurowizji 2014.
Kompozycja była ponadto notowana na 1. miejscu na liście sprzedaży w Danii i otrzymała złoty certyfikat za sprzedaż w ponad 15 tysiącach kopii.

## Autorstwo
Za prośbą duńskiego nadawcy publicznego – DR, z którą ten zwrócił się do Emmelie de Forest, kompozycja została stworzona na potrzeby Konkursu Piosenki Eurowizji jako oficjalny hymn jego 59. edycji, która odbywała się w 2014 roku w Danii ze względu na zwycięstwo Emmelie de Forest w poprzedzającym roku. Piosenka została napisana i skomponowana przez Emmelie de Forest, Jacoba Schacka Glæsnera i Frederika Soneforsa.

## Historia wydania
Nagranie zostało wydane jako singel w formacie digital download 21 lutego 2014. 21 marca natomiast do sprzedaży trafił oficjalny remiks piosenki. Kompozycja została ponadto umieszczona na oficjalnej składance 59. Konkursu Piosenki Eurowizji – Eurovision Song Contest 2014 Copenhagen.

## Sukces komercyjny
Singel trafił na 1. miejsce na oficjalnej duńskiej liście sprzedaży. W czerwcu 2014 przyznano mu złoty certyfikat za sprzedaż w ponad 15 tysiącach kopii w Danii.
Utwór znalazł się ponadto na listach sprzedaży zagranicą: na 58. miejscu w Niemczech, na 65. pozycji w Irlandii, na 63. miejscu w Wielkiej Brytanii oraz na 74. pozycji w Szwajcarii.

## Lista utworów
- Digital download[3]

1. „Rainmaker” – 3:43

- Sidelmann Remix[4]

1. „Rainmaker” (Sidelmann Remix) – 4:58

## Notowania

### Pozycje na listach sprzedaży
| Kraj            | Notowanie (2014)       | Najwyższa pozycja | Certyfikat | Sprzedaż |
| --------------- | ---------------------- | ----------------- | ---------- | -------- |
| Dania           | Tracklisten            | 1                 | złoto      | 15 000+  |
| Niemcy          | Official German Charts | 58                |            |          |
| Irlandia        | IRMA                   | 65                |            |          |
| Szwajcaria      | Schweizer Hitparade    | 74                |            |          |
| Wielka Brytania | UK Singles Chart       | 73                |            |          |